# Georg Heinrich Behr

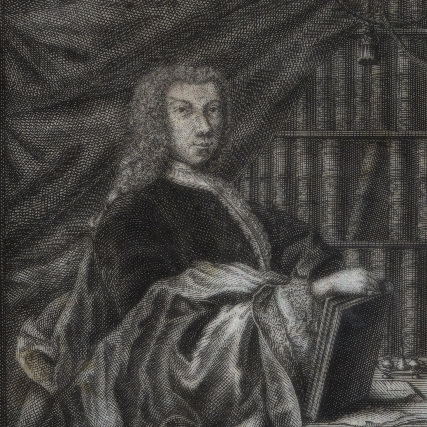
Georg Heinrich Behr

Georg Heinrich Behr (* 16. Oktober 1708 in Straßburg; † 9. Mai 1761 ebenda) war ein elsässischer Mediziner, Arzt in Straßburg und Leibarzt des Grafen von Hohenlohe-Waldenburg.

## Leben
Georg Heinrich Behr studierte an den Universitäten in Straßburg und Leiden Medizin und wirkte nach seiner Promotion bis zu seinem Lebensende als Arzt in Straßburg. Darüber hinaus wurde er 1738 Hofrat und Leibarzt des Grafen von Hohenlohe-Waldenburg.
1743 wurde Behr Präsident der „teutschen Gesellschaft zu Strasburg“ und 1751 Polizeirichter und Beisitzer des kleinen Rats.
Am 2. April 1738 wurde Georg Heinrich Behr mit dem akademischen Beinamen Glaucias II. zum Mitglied (Matrikel-Nr. 482) der Leopoldina gewählt.

## Schriften
- Dissertatio Inauguralis Anatomico-Medica, de pancreate ejusque liquore. Argentoratum 1730  Digitalisat
- Straßburger Münster- und Thurn-Büchlein, oder kurtzer Begriff Der merckwürdigen Sachen, so im Münster und Thurn zu finden seynd. Strasburg 1732
- Strasburger Münster- und Thurn-Büchlein oder Kurtzer Begriff Der merkwürdigsten Sachen, so im Münster und dasigem Thurn zu finden : Mit neuen beygefügten Kupfern. Strasburg 1747 Digitalisat
- Zwey Bücher Von der Materia Medica. Beck, Straßburg 1748 Digitalisat
- „Medicina consultatoria“ oder „Sammlung einiger schweren und seltenen Zufälle, sammt denen von ihme darüber verfertigten Berathungen und eingeschickten Beantwortungen“, Klaffschenckel, Augsburg 1751 Digitalisat
- „Medicina consultatoria“ oder „Sammlung einiger schweren und seltenen Zufälle, sammt denen von ihme darüber verfertigten Berathungen und eingeschickten Beantwortungen. Zweyter Teil.“ Klett, Augsburg 1756 Digitalisat
- Die Schwache Wissenschaft Der Heutigen Aerzte: Eine Satyre. Dulßecker, Strasburg 1758 Digitalisat